# 4 Page Letter
4 Page Letter – czwarty singel promujący drugi studyjny album Aaliyah pt. One in a Million. Jest to kompozycja autorstwa Missy Elliott i Tima „Timbalanda” Mosleya, Timbaland jest także odpowiedzialny za produkcję singla, który wydano w pierwszym kwartale 1997 roku.

## Listy utworów i formaty singla
Amerykańskie wydanie wznowione (reedycja) singla
1. „4 Page Letter (LP Version)”
2. „4 Page Letter (Timbaland’s Main Mix)”
3. „4 Page Letter (Quiet Storm Mix)”
4. „Death of a Playa”, featuring Rashad Haughton

## Pozycje na listach przebojów
| Notowanie (1997)                       | Najwyższa pozycja |
| -------------------------------------- | ----------------- |
| Europe Eurochart Hot 100               | 28                |
| New Zealand RIANZ Top 50 Singles       | 49                |
| UK Top 75 Singles                      | 17                |
| U.S. Billboard Hot 100 Airplay         | 59                |
| U.S. Billboard Hot R&B/Hip-Hop Airplay | 12                |
| U.S. Billboard Rhythmic Top 40         | 26                |

## Teledysk
Wideoklip do utworu „4 Page Letter” wyreżyserował Daniel Pearl wedle pomysłu Rashada Haughtona – brata Aaliyah.